# Oscar Conti
Oscar Conti, dit Oski (né à Buenos Aires en 1914, mort dans la même ville en 30 octobre 1979) est un dessinateur argentin.

## Biographie
Oscar Conti fait ses études à l'Académie des Beaux Arts, puis réalise des affiches et publie ses premiers dessins en 1942.
Il a beaucoup voyagé, et a réalisé à La Havane des affiches pour la Révolution cubaine en 1960-61.
Il est connu pour ses dessins dans le domaine de la publicité et des livres pour enfants. C'est l'un des premiers auteurs-dessinateurs argentins, et il a influencé de nombreux auteurs de ce pays.